# Riverside Geyser
Pour les articles homonymes, voir Riverside.
Riverside Geyser est un geyser de type « cône » situé dans le Upper Geyser Basin dans le parc national de Yellowstone, aux États-Unis.
Il est situé au bord de la rivière Firehole, dans le bassin géothermique Upper Geyser Basin. Il crache de la vapeur et un jet d'eau pouvant atteindre 23 mètres. Le jet d'eau forme un arc au-dessus de la rivière et peut créer un arc-en-ciel brillant. Les éruptions sont espacées de cinq heures et demie à sept heures. De même que Daisy Geyser, Riverside est un des geysers les plus prévisibles du parc national, car il est relativement isolé, à l'écart d'autres geysers qui pourraient perturber la circulation de l'eau dans ses canalisations souterraines.